# Les Clam's
Les Clam's est un groupe de java-rock français, originaire de Lorient, en Bretagne. Formé par Pascal Rault, Christian Hervé, Georges Pruvost et Angelo Di Prima, le groupe, qui fut actif dans les années 1990, compte trois albums et un album live : Java faire mal, sorti en (1991), Histoire qu'on... (1994), Pauvre terrien (1996) et À Run Ar Puns (1997). Le groupe se sépare en 1997.

## Biographie
Le groupe est formé à Lorient, en Bretagne, et se compose durant son existence de Pascal Rault, Christian Hervé, Georges Pruvost et Angelo Di Prima. Pascal chantait dans les rues avec un orgue de Barbarie et Christian jouait de l'accordéon. En 1991, ils sortent leur premier album, intitulé Java faire mal, qui est entièrement auto-produit. Java faire mal est composé de neuf morceaux à l'origine écrits alors que Pascal et Christian jouaient devant la gare de Lorient un répertoire de reprises musicales pour la Fête de la musique. Des morceaux comme Jean-Marie et Marie-Jeanne, La Java adultère et Le Tango des BD deviennent rapidement des succès. Ce groupe est marqué politiquement comme s'opposant au parti politique Front National, notamment dans sa chanson Jean-Marie et Marie-Jeanne laquelle a été reprise lors de certaines manifestations contre cette formation politique.
En 1994, les Clam's passent dans le programme des « Découvertes » au Printemps de Bourges où ils sont sacrés « Révélation ». À cette période, ils comptent 5 000 albums vendus en Bretagne. Cette performance leur permet d'enregistrer un deuxième album, Histoire qu'on..., au label EMI, qui passera sur les chaînes de radios nationales. Les Clam's entament une tournée en France, jouant notamment une reprise « incontournable » du morceau L'Homme à la moto d'Édith Piaf.
Le samedi 29 mai 1995 à 20 h 30, les Clam's jouent un concert au Palais des Congrès de Bourges dans le cadre de Putain de soirée, avec Higelin, Ferhat, Zap Mama, et Zebda entre autres. Selon Ouest-France, « Les Clam's ont été l'un des groupes de java-rock français de tout premier plan jusqu’au milieu des années 2000. [...] La formation a inscrit à son palmarès de belles prestations scéniques en assurant les premières parties de quelques pointures comme Shane MacGowan, Jacques Higelin et Alain Bashung ». Le groupe prendra en première partie de ses concerts Christophe Miossec, juste avant qu'il ne se fasse un nom. « Après, c’est lui qui a pris Les Clam's en première partie ! », commente avec humour Christian Hervé.
En 1997, le groupe annonce officiellement sa séparation, et décide de publier un dernier album, l'album live À Run Ar Puns. Il contient 15 morceaux capturés live sur les planches du Run Ar Puns de Châteaulin, le 28 décembre 1997.
En 2021, Christian Hervé amorce une nouvelle aventure musicale avec un autre groupe de java-rock, appelé Les Fous du Zinzin.

## Style musical
Pour Le Télégramme, « Les Clam's oscillent entre java-rock tex mex et trash-musette ».

## Discographie
- 1991 : Java faire mal
- 1994 : Histoire qu'on...
- 1996 : Pauvre terrien
- 1997 : À Run Ar Puns (album live)